# Footprints in the Sand
"Footprints in the Sand" é uma canção escrita por Richard Page, Per Magnusson, Kreuger David e Simon Cowell, e produzida por Steve Mac para o album de Leona Lewis, Spirit. Foi lançada em Março 2008 como o terceiro single de Lewis do Reino Unido, com um duplo A-side de "Better in Time".

## Posições nas paradas
| Chart (2008–2009)                    | Posição |
| ------------------------------------ | ------- |
| Irlanda (IRMA)                       | 50      |
| Suíça (Schweizer Hitparade)          | 35      |
| UK Singles (Official Charts Company) | 25      |